# Astragalus ekbergii
Astragalus ekbergii är en ärtväxtart som beskrevs av Dieter Podlech. Astragalus ekbergii ingår i släktet vedlar, och familjen ärtväxter. Inga underarter finns listade i Catalogue of Life.